# 愛媛県道243号内子双海線
愛媛県道243号内子双海線（えひめけんどう243ごう うちこふたみせん）は、喜多郡内子町から伊予市に至る一般県道である。

## 概要

### 路線状況
喜多郡内子町城廻から伊予市双海町高岸に至る。内子側と双海側で二つに分断されている。内子側は国道56号と石畳地区、双海側は国道378号と本郷地区を結んでおり、内子側と双海側は林道牛の峰線と県道226号串中山線を通じて連絡している。

### 路線データ
- 起点：喜多郡内子町城廻（田中橋交差点、国道56号交点）
- 終点：伊予市双海町高岸（国道378号交点）
- 実延長：20.5 km

## 地理

### 通過する自治体
- 喜多郡内子町
- 伊予市

### 交差する道路
| 交差する道路            | 市町村 | 市町村 | 交差する場所 | 交差する場所        |
| ----------------------- | ------ | ------ | ------------ | ------------------- |
| 国道56号                | 喜多郡 | 内子町 | 城廻         | 田中橋交差点 / 起点 |
| 愛媛県道323号論田袋口線 | 喜多郡 | 内子町 | 論田         |                     |
| 愛媛県道329号石畳中山線 | 喜多郡 | 内子町 | 石畳         |                     |
| 愛媛県道226号串中山線   | 喜多郡 | 内子町 | 石畳         |                     |
| 未供用区間              |        |        |              |                     |
| 国道378号               | 伊予市 | 伊予市 | 双海町高岸   | 終点                |

### 交差する鉄道
- 予讃線

### 沿線
- 内子町立石畳小学校
- 内子町立石畳へき地保育園
- 満穂郵便局
- JR四国予讃線 伊予上灘駅
- 伊予市立油並小学校
- 道の駅ふたみ
- ふたみシーサイド公園

## ギャラリー

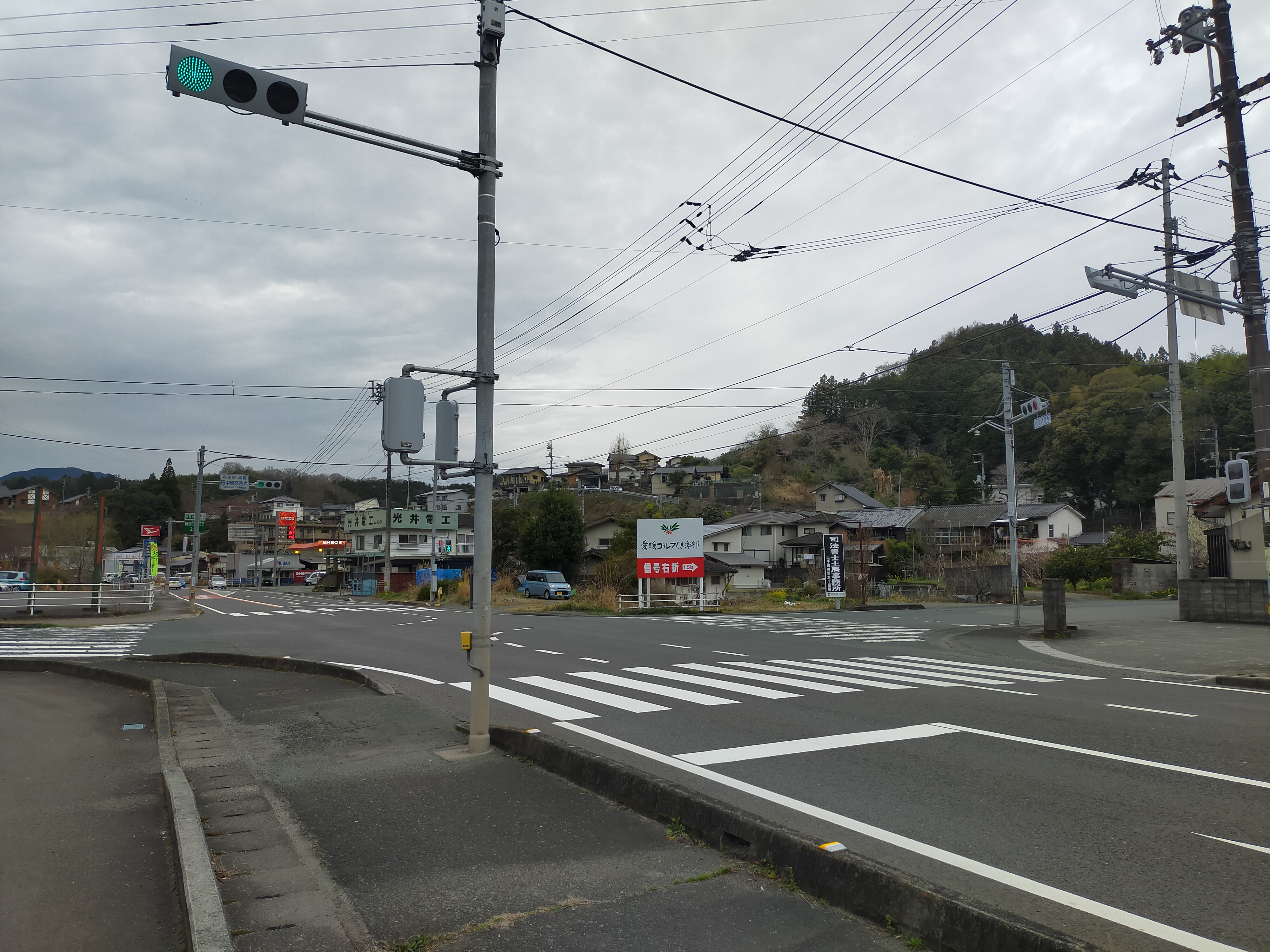
起点・田中橋交差点
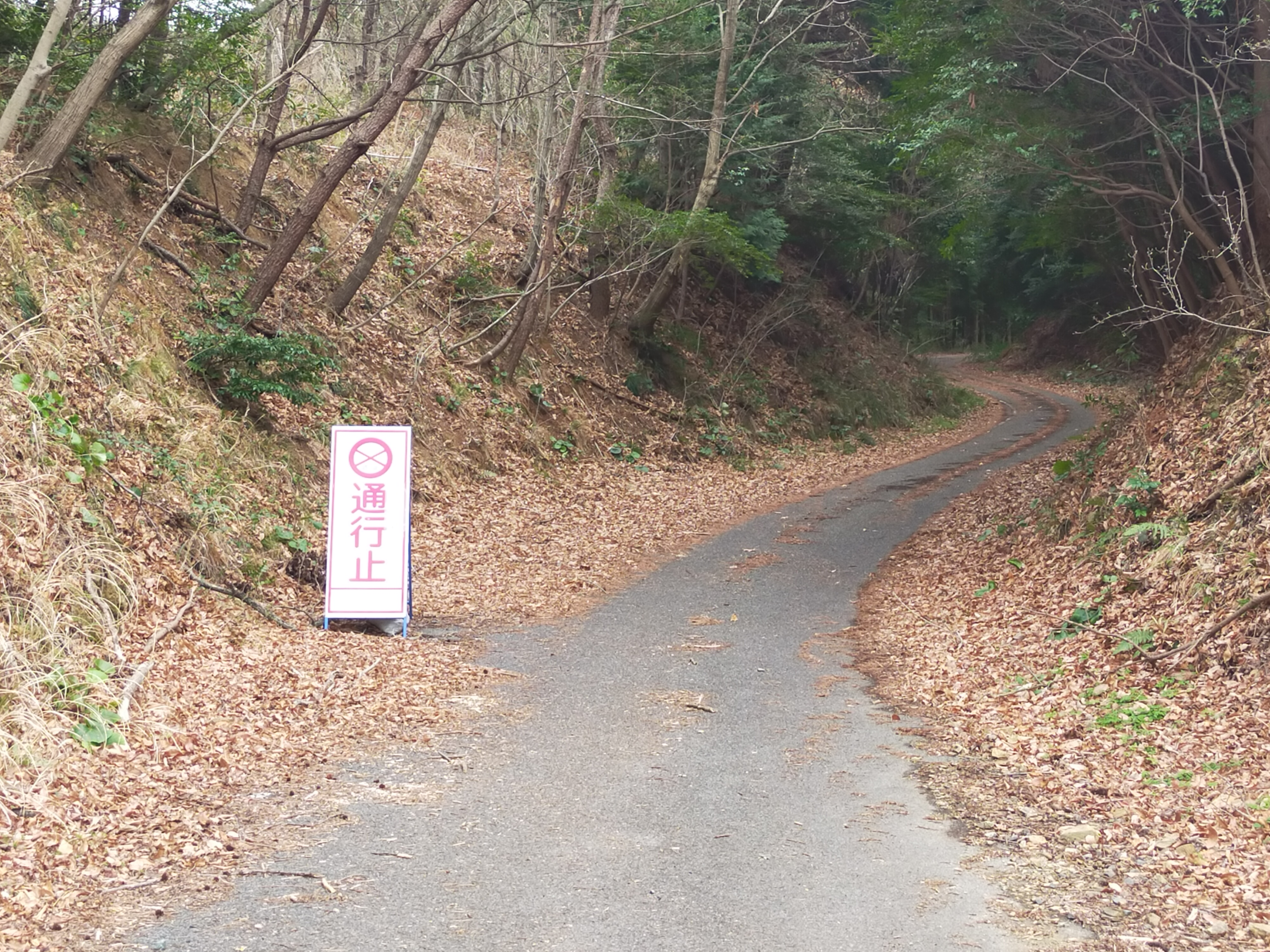
双海側分断地点
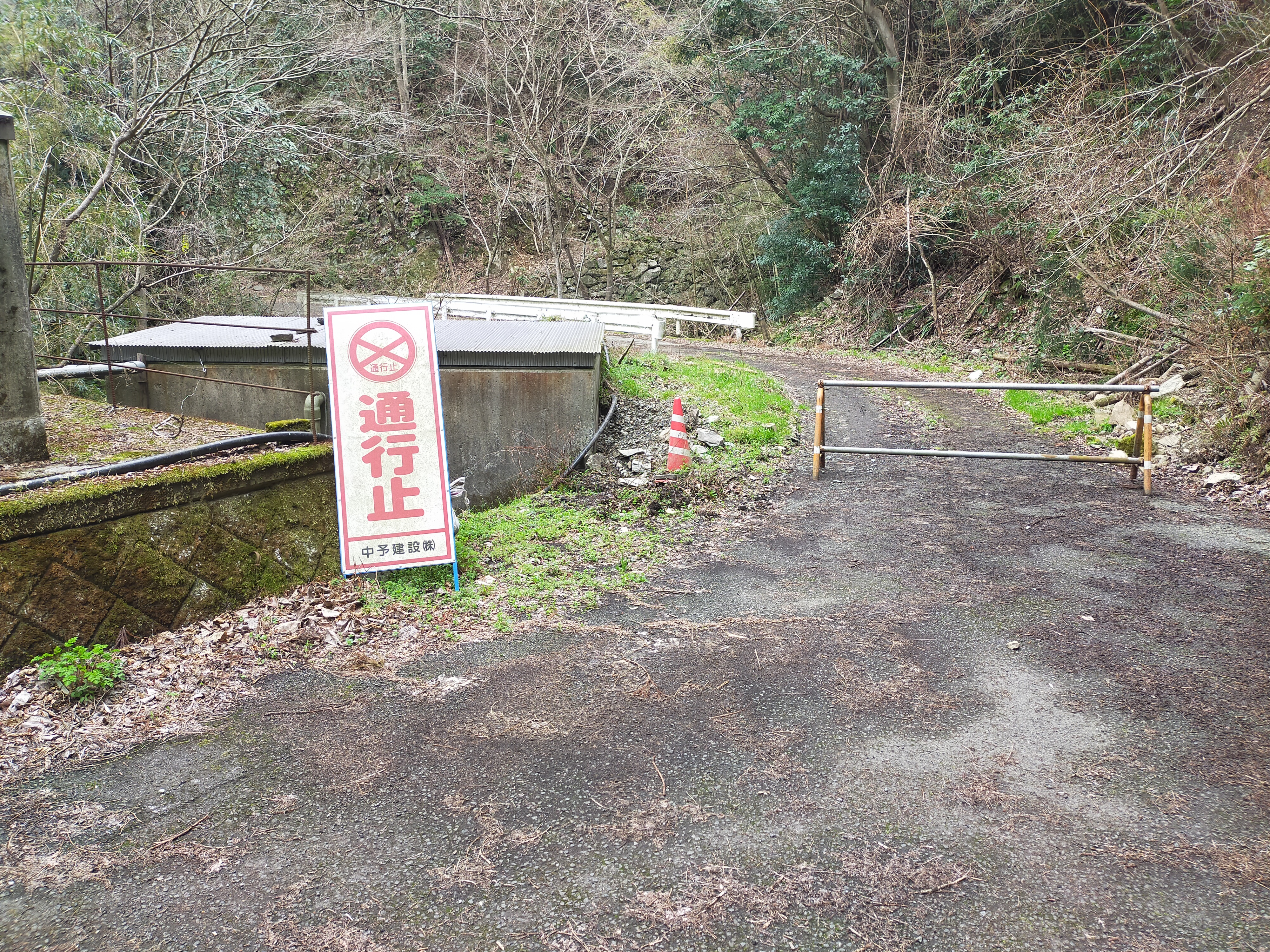
林道牛ノ峰線（通行不能）
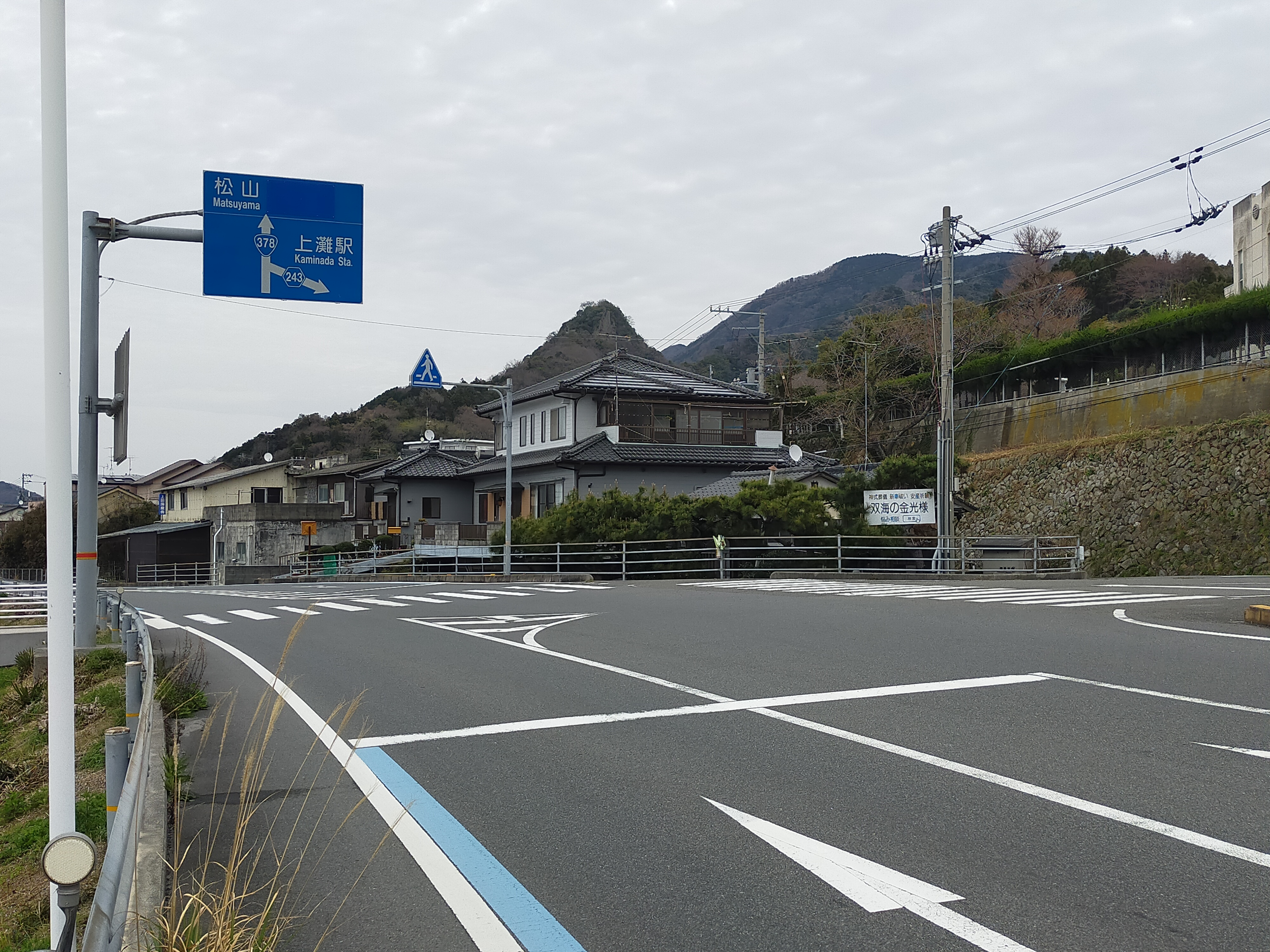
終点・国道378号交点